# Albert Winkler (Architekt)
Albert Winkler (* 10. September 1854 in Altona, heute ein Bezirk der Hansestadt Hamburg; † 18. Oktober 1901 in Dockenhuden) war ein deutscher Architekt, der vor allem in Altona und in der Provinz Schleswig-Holstein wirkte. 

## Leben
In Altona geboren und aufgewachsen, studierte Albert Winkler an der Polytechnischen Schule Hannover Architektur als Schüler von Conrad Wilhelm Hase. 1875 wurde er Mitglied des Corps Slesvico-Holsatia. Nach dem Studium ließ er sich in Altona als Architekt nieder. Als wichtiger Vertreter der Hannoverschen Schule schuf er bemerkenswerte Wohnhäuser und Stiftsbauten, aber auch Industriebauten und öffentliche Gebäude und Plätze. Nach seinem Tod 1901 übernahmen die Architekten Raabe & Wöhlecke sein Architekturbüro.

## Bauwerke
- 1882: Helenenstift in Altona-Nord, Max-Brauer-Allee 133
- 1882–1883: Reventlowstift in Altona-Altstadt, Bernstorffstraße 145
- 1890: Haus Carstens in Othmarschen, Jungmannstraße 41
- 1890: Pferdestall für vier Pferde nebst Kutscherwohnung in Reinbek[3]
- 1894–1895: Neugestaltung des Fischmarkts in Altona-Altstadt
- 1894–1895: Kopfbau des Kraftwerks Karolinenstraße in St. Pauli, Karolinenstraße 45 (im Karolinenviertel)
- 1900–1901: Stadttheater in Rendsburg[4]